# Коббтаун (Джорджія)
Коббтаун (англ. Cobbtown) — місто (англ. city) в США, в окрузі Теттнолл штату Джорджія. Населення — 341 особа (2020).

## Географія
Коббтаун розташований за координатами 32°16′45″ пн. ш. 82°8′18″ зх. д. / 32.27917° пн. ш. 82.13833° зх. д. (32.279221, -82.138334).  За даними Бюро перепису населення США в 2010 році місто мало площу 1,76 км², з яких 1,73 км² — суходіл та 0,03 км² — водойми.

## Демографія
Згідно з переписом 2010 року, у місті мешкала 351 особа в 160 домогосподарствах у складі 95 родин. Густота населення становила 199 осіб/км².  Було 200 помешкань (114/км²).
Расовий склад населення:
| - 88,9 % — білих - 5,7 % — чорних або афроамериканців - 1,1 % — корінних американців - 2,6 % — осіб інших рас |

До двох чи більше рас належало 1,7 %. Частка іспаномовних становила 4,0 % від усіх жителів.
За віковим діапазоном населення розподілялося таким чином: 16,8 % — особи молодші 18 років, 58,4 % — особи у віці 18—64 років, 24,8 % — особи у віці 65 років та старші. Медіана віку мешканця становила 48,1 року. На 100 осіб жіночої статі у місті припадало 96,1 чоловіків;  на 100 жінок у віці від 18 років та старших — 92,1 чоловіків також старших 18 років.
Середній дохід на одне домашнє господарство  становив 37 841 долар США (медіана — 30 250), а середній дохід на одну сім'ю — 48 056 доларів (медіана — 39 375). За межею бідності перебувало 19,8 % осіб, у тому числі 18,2 % дітей у віці до 18 років та 18,2 % осіб у віці 65 років та старших.
Цивільне працевлаштоване населення становило 136 осіб. Основні галузі зайнятості: роздрібна торгівля — 19,1 %, будівництво — 12,5 %, транспорт — 11,8 %.